# قلعة النساء

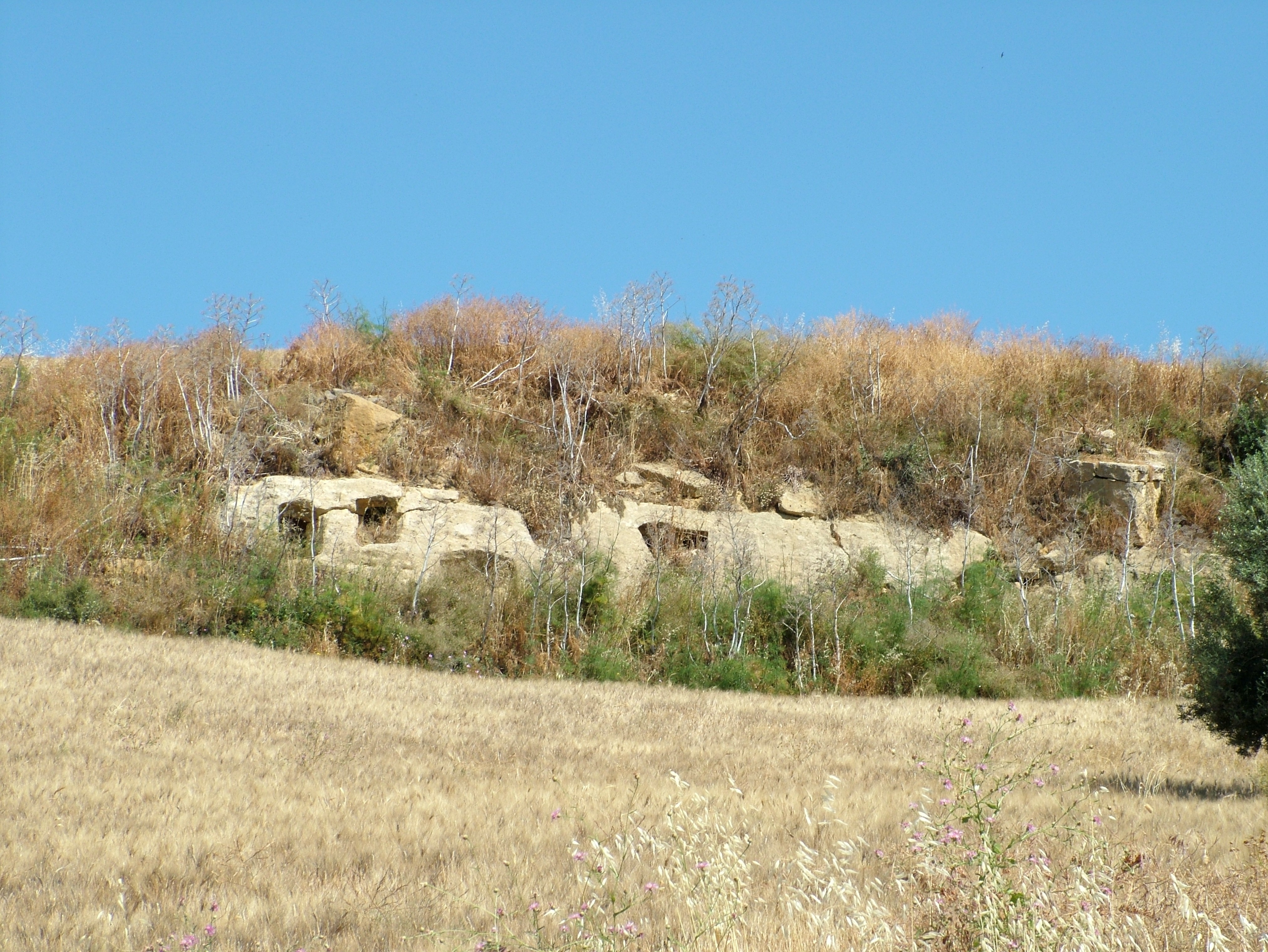
موقع سابوتشينا الأثري

قَلْعَةُ النِّسَاءِ(بالإيطالية: كالتانيسيتا Caltanissetta)‏ مدينة في وسط صقلية عاصمة مقاطعة قلعة النساء يبلغ عدد سكانها 60.692 نسمة، يرجع تاريخها إلى فترة ما قبل الإغريق فكانت يطلق عليها اسم نيسا، بعد الفتح العربي أضيف إلى اسمها كلمة قلعة فأصبحت (قلعة النساء) ومن هنا أتى اسمها الحالي.

## السكان
في سنة 1861 بلغ عدد السكان 23٬719 نسمة، وتطور العدد ليصل في سنة 2011 لـ 61٬711 نسمة.
يظهر هذا المخطط البياني تطور النمو السكاني لـ قلعة النساء

## التاريخ
أصول قلعة النساء يمكن إرجاعها إلى العام 406 قبل الميلاد، عندما أقامت قوات الحصار للأميرال نيسيا هاميلكار القرطاجي حصناً في الموقع، سميت فيما بعد قاسطره نيسيا (حصن نيسيا).
عام 829 فتحها المسلمون. التشابه بين الاسم قرطاجي وكلمة النساء في اللغة العربية أوجد الاسم العربي «قلعة النساء» الذي تمت طلينته إلى كالتانيسيتا. واحتل النورمان المستوطنة في عام 1086. منحت المدينة امتيازاً بالتوافق مع مشروع الكونت روجر بورسا الموسع لتمدين صقلية ما زالت أعمالها واضحة حتى اليوم.
بعد أن استخلف النورمان في الاستلاء على المدينة هوهنشتاوفن، أعطاها أنجو وأراغون صفة كونتية. ومن هنا أعلن فريدريك الثاني ملكاً على صقلية. كانت المدينة مقراً لبرلمان آخر استهدف مجموعة من الخلافات نشأت في عهد فريدريك الثالث (1355-1377).
في عام 1406 أصبحت قلعة النساء إقطاعية لآل مونكادا من باترنو، وبعد ذلك تهاوت عميقاً. عام 1539 بدء بناء الكاتدرائية وفي عام 1566 أقيم جسر فوق نهر سالسو. في هذه الفترة بدأت المدينة للتوسع خارج الأسوار وأنشأت أحياء جديدة (سانتا فلافيا، سان روكو ديلي زينغاري، سان فرانشيسكو).
في 8 يوليو تموز 1718، تعرضت المدينة لهجوم من قبل قوات بييمونتية والذي تسبب خسائر كبيرة في صفوف السكان. وفي عام 1787 زارها الأديب والشاعر الألماني يوهان فولفغانغ فون غوته.
في عام 1813 وبعد 406 عاماً، انتهت سيادة مونكادا، كما ألغي الدستور الإقطاعي وتحولت قلعة النساء إلى الكوماركا (محافظة) الثانية والعشرين في صقلية. وفي عام 1819 أعلنت عاصمة مقاطعة، ولكن بعد سنة واحتلت كعقاب على إخلاصها إلى آل بوربون. ورقيت في عام 1844 إلى مقر أسقفية.
بعد أن شارك العديد من النيسيين في حركته، دخل جوزيبي غاريبالدي المدينة مع تشيزري أبا وألكسندر دوما. يوم 22 أكتوبر من العام نفسه أعلنت نتائج الاستفتاء قلعة النساء جزء من مملكة إيطاليا الجديدة.
في عام 1875، ثار السكان ضد الحاكم، الذي أطلق عليه النار. في 8 أبريل نيسان 1878 وصّلت المدينة بشبكة سكك الحديد وانتهت إلى الأبد الصعوبة التاريخية في الوصول إليها. بعد ثلاث سنوات زار الملك أومبيرتو الأول قلعة النساء مع زوجته مارغيريتا سافويا وابنه فيتوريو إمانويلي الثالث.
تعرضت المدينة لأضرار جسيمة خلال الحرب العالمية الثانية.